# Karmen
Karmen (russisk: Кармен) er en russisk spillefilm fra 2003 af Aleksandr Khvan.

## Medvirkende
- Igor Petrenko som Sergey
- Olga Filippova som Carmen
- Jaroslav Bojko
- Aleksandr Sjejn som Sjjegol
- Ramil Sabitov as Vener